# Teateråret 1976

## Händelser

### Maj
- 13 maj - Rolf Rembe utses av styrelsen till ny chef för Malmö stadsteater efter avgående Gösta Folke från 1 juli 1977.[1]

### Oktober
- 25 oktober – Royal National Theatre invigs vid South Bank i London, lokalerna har designats av Denys Lasdun.[2]

### Okänt datum
- Helsingborgs nya stadsteater, ritad av Erik Magnusson, invigs [3].
- Claes Fellbom och Kerstin Nerbe startar Folkoperan i Stockholm.
- Lennart Hjulström tillträder som teaterchef för FolkTeatern i Göteborg efter Iwar Wiklander

## Priser och utmärkelser
- O'Neill-stipendiet tilldelas Toivo Pawlo
- Thaliapriset tilldelas Olof Bergström
- Jussi Björlingstipendiet tilldelas Hillevi Blylods och Jerker Arvidson
- Nils Poppe tilldelas Svenska Teaterkritikers Föreningspris

## Årets uppsättningar

### Februari
- 16 februari - Louise Stjernströms pjäs Familjen Mohrin har urpremiär på Nya teatern i Stockholm [4].

### Okänt datum
- Eugene O'Neills pjäs Måne för olycksfödda med regi av Palle Granditsky har premiär på Dramaten,
- Per Olov Enquist och Anders Ehnmarks pjäs Chez Nous har urpremiär på Dramaten